# Dobropole Gryfińskie
Dobropole Gryfińskie [dɔbrɔˈpɔlɛ ɡrɨˈfiɲskʲɛ] là một ngôi làng thuộc khu hành chính của Gmina Stare Czarnowo, thuộc hạt Gryfino, West Pomeranian Voivodeship, ở phía tây bắc Ba Lan.
Trước năm 1945, ngôi làng là một phần của Đức và được gọi là Dobberphul. Đối với lịch sử của khu vực, xem Lịch sử của Pomerania.